# Sidari
Sidari (griechisch Σιδάρι (n. sg.)) ist ein Küstenort im Norden der griechischen Insel Korfu. Verwaltungstechnisch hat es den Status einer Ortsgemeinschaft im Gemeindebezirk Esperies der Gemeinde Voria Kerkyra.
Sidari ist stark touristisch orientiert und besteht im Wesentlichen aus einer einspurigen Durchfahrtsstraße, an deren Seiten sich Hotels, Souvenirläden und Tavernen befinden. Sidari wird hauptsächlich von Briten besucht.
Ein langer weißer Sandstrand mit Lehm-/Sandstein-Klippen und tiefen Fjorden erstreckt sich an der Nordküste und bietet gute Bade- und Surfmöglichkeiten. Häfen sind an der Nordküste von Korfu nicht vorhanden.

## Gliederung und Einwohnerentwicklung
Einwohnerentwicklung von Sidari
| Name        | griechischer Name    | Code       | 1928  | 1940 | 1951 | 1961 | 1971 | 1981 | 1991 | 2001 | 2011 |
| ----------- | -------------------- | ---------- | ----- | ---- | ---- | ---- | ---- | ---- | ---- | ---- | ---- |
| Sidari      | Σιδάρι               | 3203031101 | 93    | 198  | 146* | 125  | 185  | 218  | 269  | 371  | 386  |
| Megali Drys | Μεγάλη Δρυς (f. sg.) | -          |       |      | 82   | 64   |      |      |      |      |      |
| Gesamt      | Gesamt               | 32030311   | 229** | 198  | 218  | 189  | 185  | 218  | 269  | 371  | 386  |

* 1951 einschließlich Petsatika: 41 Einwohner

** 1928 einschließlich Megadri: 65 Einwohner; Melissia: 71 Einwohner

## Canal d’Amour

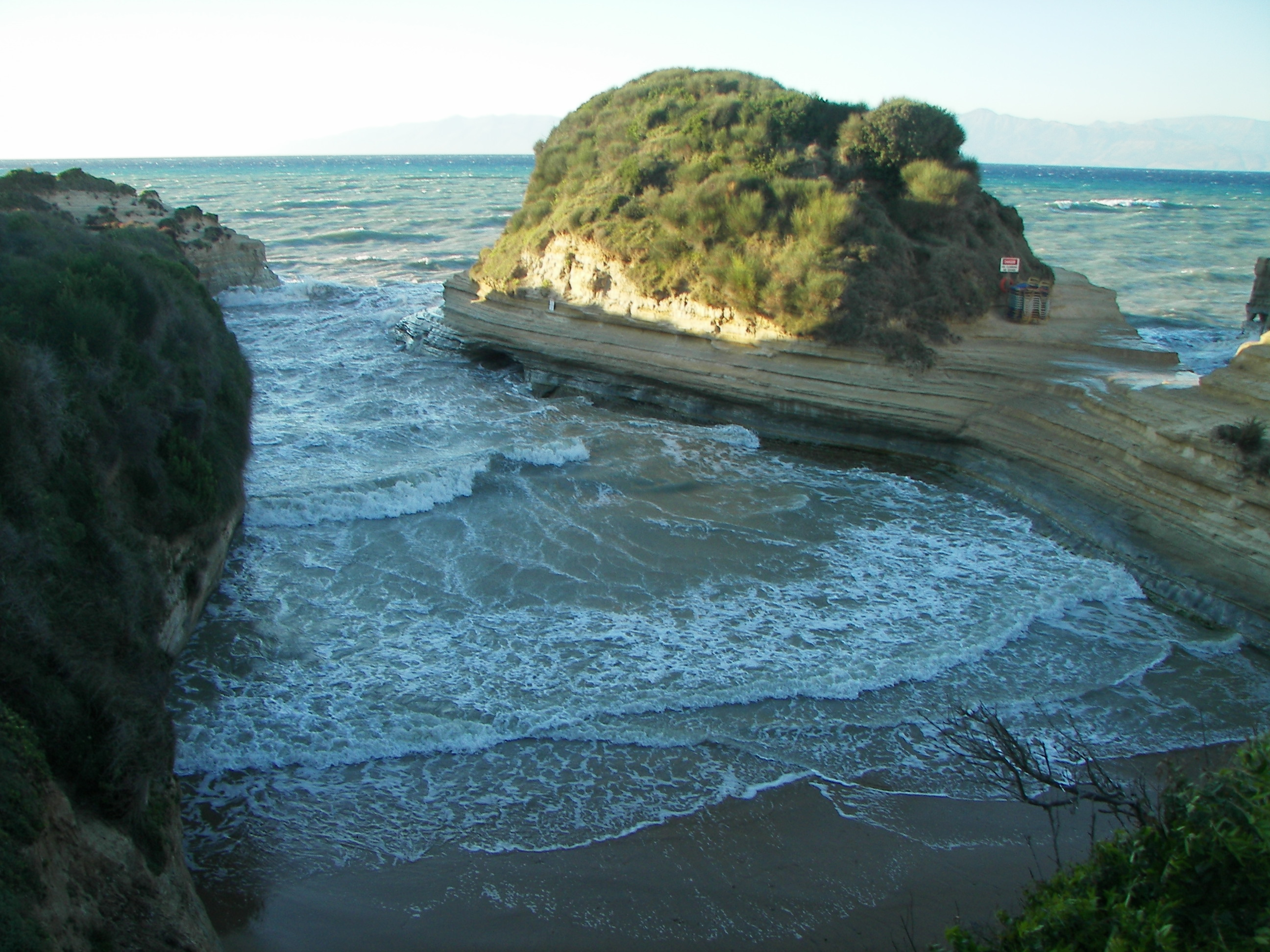
Canal d’Amour bei Sidari

Bei Sidari befindet sich am Ende eines langen Sandstrandes der Canal d’Amour, ein etwa 10–20 Meter langer natürlicher Felstunnel, der zwei kleine Buchten zwischen den dortigen Sandsteinfelsen miteinander verbindet. Nach einer Legende sollen Verliebte, die ihn durchschwimmen, bald vor dem Traualtar stehen oder zumindest Glück in der Liebe haben.